# Apogon regani
Apogon regani es una especie de pez de la familia de los apogónidos en el orden de los perciformes.

## Morfología
Los machos pueden llegar a alcanzar los 4,8 cm de longitud total.

## Distribución geográfica
Es troba a les Seychelles.